# George Hobbs
Pour les articles homonymes, voir Hobbs.
George "Tiny" Hobbs (23 mars 1907-30 janvier 1962) est un homme politique canadien de la Colombie-Britannique. Il est député provincial social-démocrate de la circonscription britanno-colombienne de Revelstoke de 1960 jusqu'à son décès en fonction en 1962.

## Biographie
Né dans le comté de Wexford en Irlande, Hobbs étudie sur place. Après son arrivée au Canada, il épouse Margaret Jackson. Il travaille ensuite pour le Canadian Pacific à Revelstoke de 1948 jusqu'à son élection en 1960. Entretemps, il tente sans succès d'être élu en 1956,. 
Il meurt subitement en janvier 1962 et sa conjointe est subséquemment élue députée de Revelstoke lors de l'élection partielle. 